# Solomon P. Sharp

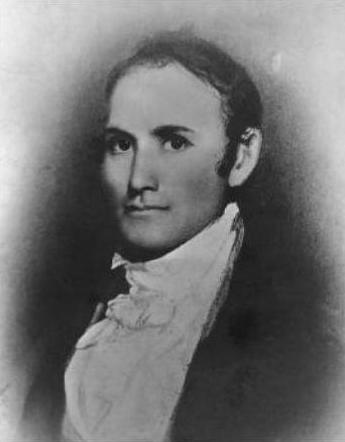
Solomon P. Sharp

Solomon Porcius Sharp (* 22. August 1787 in Abingdon, Virginia; † 7. November 1825 in Frankfort, Kentucky) war ein US-amerikanischer Politiker. Zwischen 1813 und 1817 vertrat er den Bundesstaat Kentucky im US-Repräsentantenhaus.

## Werdegang
Noch in seiner Kindheit kam Solomon Sharp mit seinen Eltern in das Gebiet des späteren Staates Kentucky. Dort besuchte er die öffentlichen Schulen und begann in der Landwirtschaft zu arbeiten. Nach einem Jurastudium und seiner im Jahr 1809 erfolgten Zulassung als Rechtsanwalt praktizierte er in Russellville in seinem neuen Beruf. Politisch schloss sich Sharp Präsident Thomas Jefferson und dessen Demokratisch-Republikanischer Partei an. Zwischen 1809 und 1811 war er Abgeordneter im Repräsentantenhaus von Kentucky.
Sharp war ein Befürworter des Britisch-Amerikanischen Krieges von 1812, an dem er selbst als Hauptmann einer von ihm aufgestellten Einheit teilnahm. Später wurde er Oberst der Miliz. Bei den Kongresswahlen des Jahres 1812 wurde er im sechsten Wahlbezirk von Kentucky in das US-Repräsentantenhaus in Washington, D.C. gewählt, wo er am 4. März 1813 die Nachfolge von Joseph Desha antrat. Nach einer Wiederwahl im Jahr 1814 konnte er bis zum 3. März 1817 zwei Legislaturperioden im Kongress absolvieren. Ab 1815 war er Vorsitzender des Ausschusses zur Verwaltung der staatlichen Liegenschaften.
Nach dem Ende seiner Zeit im US-Repräsentantenhaus war Sharp in den Jahren 1817 und 1818 noch einmal Abgeordneter im Repräsentantenhaus von Kentucky. Außerdem war er als Rechtsanwalt tätig. Im Jahr 1820 verlegte er seinen Wohnsitz nach Frankfort. Zwischen 1820 und 1824 amtierte er als Attorney General seines Staates. In dieser Zeit kam es zu politischen Turbulenzen in Kentucky. Sharp machte sich bei vielen seiner Landsleute dadurch unbeliebt, dass er bei den Präsidentschaftswahlen des Jahres 1824 nicht den heimischen Kandidaten Henry Clay unterstützte. Zunächst förderte er die Kandidatur von John C. Calhoun; als dieser aufgab, unterstützte Sharp Andrew Jackson. 1825 wurde er erneut Abgeordneter im Staatsparlament. Am 7. November 1825 fiel er dort einem Mordanschlag zum Opfer. Der Täter, Jereboam Beauchamp, wurde verhaftet und am 7. Juli 1826 hingerichtet. Damals gab es auch – unbewiesene – Gerüchte, wonach der Mord politisch motiviert gewesen sein sollte. Bekannt wurde dieses Verbrechen als Beauchamp-Sharp-Tragödie.